# Оренбургский институт благородных девиц
Оренбургский институт благородных девиц (Николаевский женский институт) — женское образовательное учреждение (институт благородных девиц) Российской империи.

## История
Оренбургский институт благородных девиц императора Николая I был основан 6 декабря 1832 года по распоряжению Оренбургского военного губернатора П. П. Сухтелена; принадлежал к военно-учебным заведениям и носил название «Отделение Неплюевского военного училища для воспитания девиц», так как брал воспитанниц из дочерей офицеров, военных чиновников и казаков. 13 октября 1855 года он был переименован в Николаевский женский институт. Супруга Николая I Александра Фёдоровна взяла учебное заведение под свое покровительство.
Это было заведение закрытого типа, его воспитанницы жили в пансионате под строгим контролем. В институте обучались уроженки Оренбургской, Самарской и Уфимской губерний, Тургайской и Уральской областей, а также Туркестана.
Комплекс зданий Николаевского женского института был построен предположительно по проекту архитектура, академика Императорской Академии художеств А. Г. Белова. Основной корпус института с домовой церковью располагался в двухэтажном здании на улице Неплюевской. К 1917 году Оренбургский Николаевский женский институт владел 628 десятинами земли в Троицком уезде Оренбургской губернии, имел дачу и при ней молочную ферму.
До 1917 года Оренбургский институт благородных девиц принадлежал к Ведомству учреждений императрицы Марии Фёдоровны, а после Октябрьской революции был затем передан Министерству государственного призрения. В 1918 году поступил под управление комиссариата народного образования, в 1919 году, в годы Гражданской войны, был закрыт.
Главное здание института сохранилось по настоящее время и находится по адресу: улица Ленинская, дом 50. Является памятником истории и культуры, о чём гласит памятная доска на стене здания. В 1920—1923 годах в главном корпусе бывшего Оренбургского Николаевского женского института жил и работал Александр Викторович Затаевич — русский и советский этнограф и музыкант, народный артист Казахской ССР.
В Российском государственном историческом архиве имеются документы о выпусках воспитанниц института с 1898 по 1914 годы.